# Fritz Laband
Friedrich "Fritz" Laband (1. listopad 1925, Hindenburg – 3. leden 1982, Hamburk) byl německý fotbalista, který reprezentoval Německou spolkovou republiku. Nastupoval především na postu obránce.
S německou reprezentací se stal mistrem světa roku 1954. V národním týmu odehrál 4 utkání.
Nejvyšší německou soutěž hrál za Anker Wismar, Hamburger SV a Werder Brémy.